# Рибейра-Сека (Кальета)
Рибейра-Сека (порт. Ribeira Seca) — район (фрегезия) в Португалии, входит в округ Азорские острова. Расположен на острове Сан-Жорже. Является составной частью муниципалитета Кальета. Население составляет 1105 человек на 2001 год. Занимает площадь 53,18 км².
Покровителем района считается Иаков Зеведеев (порт. São Tiago Maior).

## Известные уроженцы
- Франсишку де Ласерда (1869—1934) — португальский композитор, дирижёр, музыковед.